# Скорульський Михайло Адамович
Михайло Адамович Скорульський (6 (19) вересня 1887, Київ - †21 лютого 1950, Москва) — український радянський композитор, піаніст, диригент, педагог, заслужений діяч мистецтв УРСР (з 1947 року), кандидат мистецтвознавства (1940). Батько артистки балету Наталі Скорульської.

## Біографія
Народився 6 (19) вересня 1887 року в Києві. Син піаністки Н. Сенаторської (учениці М. В. Лисенка та В. В. Пухальського).
В 1910 році закінчив Житомирські музичні класи Російського музичного товариства, в 1914 році — Петербурзьку консерваторію як піаніст у Г. М. Єсипової і композитор у М. О. Штейнберга. Навчався у класі диригування М. М. Черепніна та в оперному класі Станіслава Габеля і Йосипа Палечека.
Викладав у музичних закладах Житомира (1908–1910, 1915–1933). Разом з В. С. Косенком організував Житомирське відділення товариства драматургів, письменників та композиторів. У 1915 р. організував і до 1933 р. керував Житомирським симфонічним оркестром, з яким виконував всі 6 симфоній П. І. Чайковського та 9 симфоній Л. Бетховена (за участі «Першого радянського хору» М. П. Гайдая).
У 1933–1941 та 1944–1950 р. р. — викладач Київської консерваторії (з 1937 року — доцент, з 1948 року — професор), у 1941–1944 р.р. — консерваторії м. Алмати.
Помер 21 лютого 1950 року у Москві. Похований в Києві на Байковому кладовищі.

## Твори
- 1936 — балет «Лісова пісня» (за драмою Л. Українки; пост. 1946);
- 1939 — балет «Бондарівна»;
- (незакінч.) — балет «Снігова королева» (за Г.-Х. Андерсеном);
- 1948 — опера «Свіччине весілля» (за драмою І. Кочерги);
- 1917 — ода «Гімн вільному мистецтву»;
- 1943 — ораторія «Голос матері» (на слова М. Т. Рильського, П. Г. Тичини, М. П. Бажана та ін.);
- твори для оркестру — дві симфонії (1923; 1932);
- «Класична увертюра» (1928);
- «П'ять українських пісень» (1930);
- симфонічна поема «Турбаї» (1933);
- «Поема ентузіазму» (1934);
- «Степова поема» (пам'яті Амангельди Іманова — 1944);
- поема-казка «Микита Кожум'яка» (1949);
- концерт для фортепіано з оркестром (одночастинний — 1933);
- для орк. нар. інструментів — «Інтермецо на тему української історичної пісні» (1935);
- камерна музика — фортепіанне тріо (1924);
- струнний квартет (1929);
- два фортепіанні квінтети (1928; 1943);
- 2 фортепіанні сонати (1926);
- «Дитячий альбом» (1940);
- прелюдії для фортепіано;
- 34 романси на слова Лесі Українки, Павла Тичини, Володимира Сосюри та ін.;
- обробки народних пісень;
- хори;
- музика до театральних вистав та інше;
- науково-теоретичні праці — «Елементарні основи фортепіанної школи Г. М. Єсипової» (1932), «Курс вертикально-подвижного контрапункта строгого письма по системе С. И. Танеева» (1938-40).

## Вшанування пам'яті

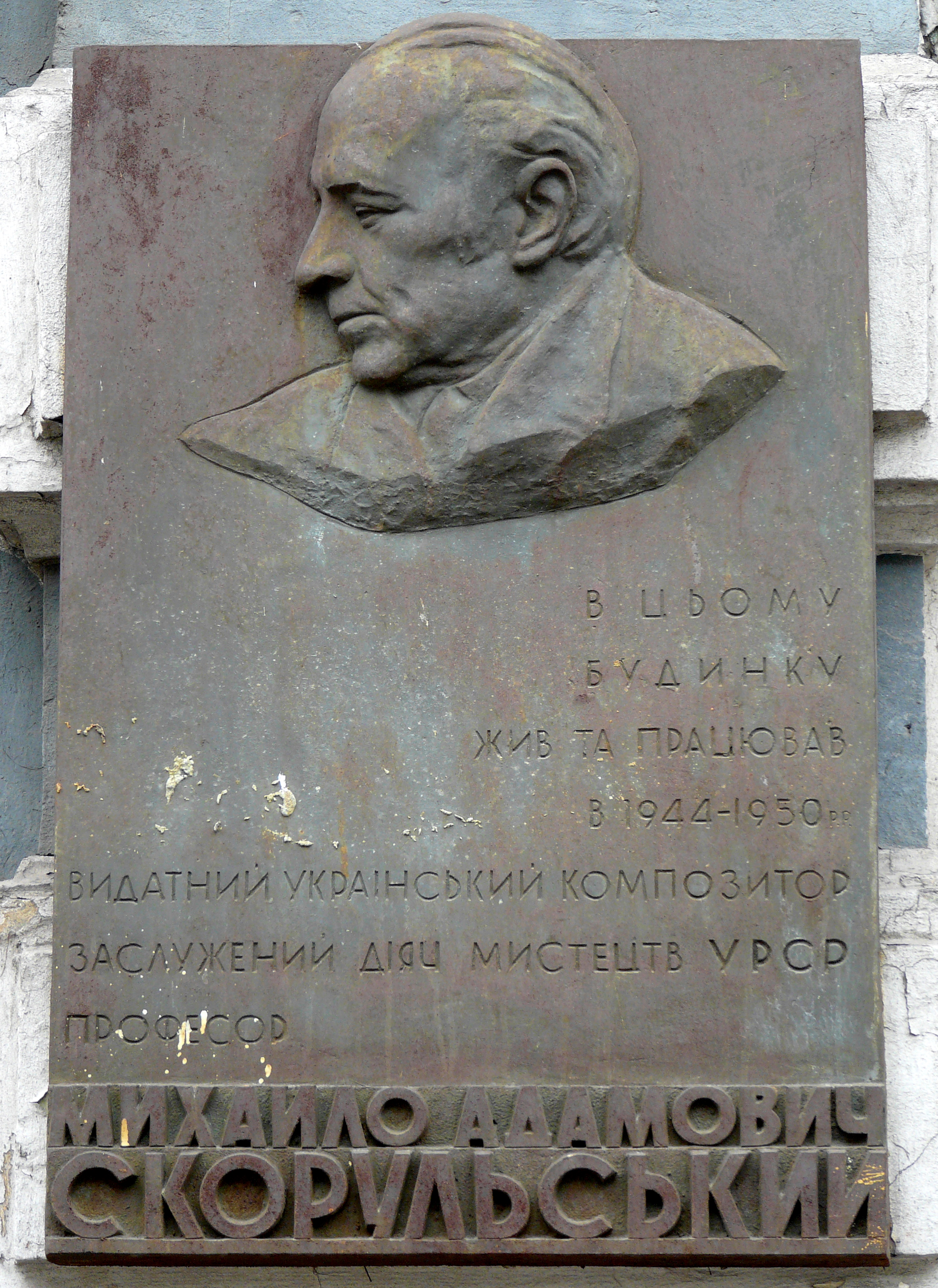
Меморіальна дошка на будинку вул. Володимирська, 48, Київ, в якому у 1944–1950 рр. мешкав композитор
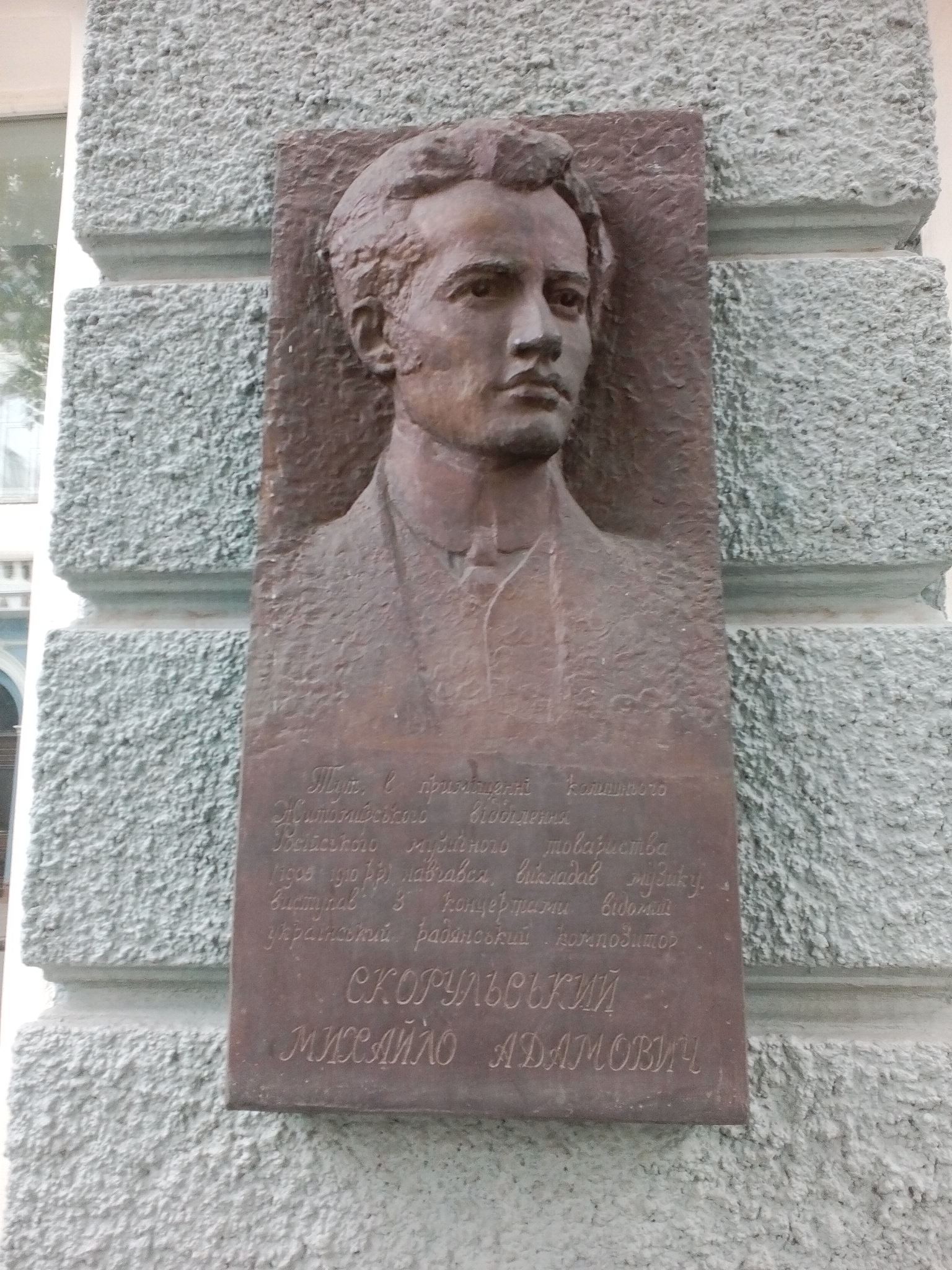
Меморіальна дошка на будинку, в якому навчався М. А. Скорульський в Житомирі на вул. Михайлівській, 2
Могила Михайла Скорульського

## = Примітки
1. 1 2  Культурний простір Житомирщини-Волині ХІХ-ХХ століть: Матеріали Всеукраїнської науково-краєзнавчої конференції (24 квітня2012 року, м. Житомир). Т. 1 (українською) . Житомир: М. Г. Косенко. 2012. с. 138.